# Tom Koornwinder
Tom H. Koornwinder (* 19. September 1943 in Rotterdam) ist ein niederländischer Mathematiker, der sich mit Analysis befasst.
Koornwinder studierte an der Universität Leiden mit dem Diplom 1968 und  wurde 1975 an der Universität Amsterdam bei Hans Lauwerier promoviert (Jacobi polynomials and their two-variable analogues). Er war 1968 bis 1992 am Mathematisch Centrum in Amsterdam und 1992 bis 2008 Professor für Analysis am Korteweg-de-Vries-Institut der Universität Amsterdam. 1997 bis 2003 war er Direktor des Instituts.
Er war unter anderem Gastwissenschaftler am Mittag-Leffler-Institut und Isaac Newton Institute.
Er befasst sich mit speziellen Funktionen, Liegruppen, Quantengruppen und Computeralgebra und der Verbindung dieser Gebiete. Spezielle orthogonale Polynome sind nach ihm benannt.

## Schriften
- mit Richard Askey, W. Schempp (Herausgeber): Special Functions: Group Theoretical Aspects and Applications, Reidel 1984
- als Herausgeber: Wavelets: An Elementary Treatment of Theory and Applications, World Scientific 1993.